# Фогт, Вольдемар
Вольдемар Фогт (Фохт) (нем. Woldemar Voigt [ˈvɔldəmar ˈfoːkt]; 1850—1919) — немецкий физик-теоретик, с 1900 года член-корреспондент Берлинской академии наук.

## Биография
Родился 2 сентября 1850 года в Лейпциге, умер 13 декабря 1919 года в Гёттингене. Обучался в университете Кёнигсберга у Франца Эрнста Неймана. Окончив обучение в 1874 году, продолжил работать в альма-матер до 1883 года, после чего переехал в город Геттинген, в университете которого проработал до 1914 года.
Основные труды посвящены физике кристаллов, магнитооптике, теории упругости, термодинамике, механике, кинетической теории газов. В 1898 году Фогтом был открыт названный его именем эффект. В 1899 году заинтересовался воздействием электрического поля на вещество, пытался создать классическое объяснение эффекту Зеемана. В 1899—1900 годах создал теорию магнитооптических явлений (теория Лоренца — Фогта) В 1895-1896 годах  Фогтом была написана двухтомная работа «Теоретическая физика», а основная работа «Lehrbuch der Kristallphysik» (учебник по физике кристаллов) впервые была опубликована в 1910 году. Именем Фогта также названы функция со специальным профилем и форма записи симметричного тензора.

## Преобразования Фогта
Также работал над теорией дисперсии света, в 1887 году использовал преобразования, близкие к преобразованиям Лоренца:
{\displaystyle x^{\prime }=x-vt,\quad y^{\prime }={\frac {y}{\gamma }},\quad z^{\prime }={\frac {z}{\gamma }},\quad t^{\prime }=t-x{\frac {v}{c^{2}}}} ,
где  {\displaystyle \gamma =1/{\sqrt {1-v^{2}/c^{2}}}},  Фактор Лоренца.